# Внешняя политика Мальты
В течение нескольких лет после обретения независимости (в 1964 году) Мальта проводила политику тесного сотрудничества с Великобританией и другими странами НАТО. После победы Лейбористской партии по её указанию был закрыт офис НАТО на Мальте, а также были прекращены походы Шестого флота США в страну.
После существенного увеличения объёма финансовых взносов от ряда стран НАТО (в том числе США), британские войска оставались на Мальте до 1979 года. По окончании пребывания иностранного контингента лейбористы наметили курс нейтралитета и входа страны в Движение неприсоединения.
Мальта является активным участником ООН, Содружества наций, Совета Европы, ОБСЕ и ряда других международных организаций.
Националистическая партия (Partit Nazzjonalista), избранная в мае 1987 года, некоторое время продолжала проводить политику нейтралитета и неприсоединения. Для развития торговли и инвестиций Мальта вышла из Движения неприсоединения и начала сближение с США и Европой. С 1992 года корабли ВМС США начали регулярно выполнять визиты на Мальту.
1 мая 2004 года Мальта стала полноправным членом Европейского союза.

## Посольства
- Австралия[1]
- Австрия
- Бельгия[2]
- Китай[3]
- Дания[4]
- Египет[5]
- Франция[6]
- Германия[7]
- Греция
- Индия
- Ирландия
- Израиль
- Италия[8]
- Ливия
- Нидерланды[9]
- Государство Палестина
- Португалия
- Россия[10]
- Испания[11]
- Тунис
- Великобритания[12]
- США[13]